# ISO 9
Le système ISO 9 est un standard international de translittération des caractères cyrilliques en caractères latins. Il n'est cependant pas utilisé pour la transcription qui est basée sur la prononciation.
Les premières versions du système : ISO/R 9 : 1954, ISO/R 9 : 1968, et ISO 9 : 1986, étaient originellement basées sur l'international scholarly system (ISS), système basé sur l'alphabet serbe latin où chaque lettre latine correspond à une lettre cyrillique de l'alphabet cyrillique serbe, utilisé par les linguistes. Puis, il divergea, prenant le parti d'une translittération sans ambiguïté sur celui d'une représentation phonétique fidèle.
L'avantage du système ISO 9 sur ses concurrents est qu'il se veut bijectif : à chaque caractère cyrillique correspond un caractère latin unique (grâce à l'usage de signes diacritiques), ce qui permet de retrouver automatiquement la graphie cyrillique par un processus inverse de retranslittération.

## Champs d'application
Le standard ISO 9 : 1995 et les standards associés (notamment le GOST 7.79 : 2001) visent à substituer à chaque graphème d'un système d'écriture cyrillique un graphème ou un groupe de graphèmes romans. Ce standard est appliqué dans les cas où il faut retranscrire le plus fidèlement possible le mot ou le texte cyrillique en caractères latins, indépendamment de la prononciation, afin de pourvoir ensuite les reconstituer sans perte lors des traitements informatiques ou dans les bibliothèques. Le standard ne vise pas à être utilisé pour retranscrire le mot ou le texte cyrillique de façon phonétique ni pour translittérer les localités géographiques. Il prévoit notamment le respect des normes traditionnelles et esthétiques basées sur la transcription phonétique et ne s'impose pas dans les champs d'applications autres que le traitement algorithmique de texte (GOST 7.79 - 2001. Paragraphe 4).
Il existe également d'autres normes de translittération du russe vers l'alphabet latin, dont l'ALA-LC et le BGN/PCGN, ainsi que le standard russe GOST 7.79 - 2001 - Système « B » sans signes diacritiques.

## La version de 1995
Cette version remplace la précédente (ISO 9:1986).
Le tableau donne la transcription des caractères utilisés par exemple pour l’abkhaze, l’altaï, le biélorusse, le bulgare, le bouriate, le khakasse, le macédonien, le moldave, le russe, le ruthène, le serbe, le tchouvache, l’ukrainien ou encore les langues du Caucase utilisant la páločka.
| Caractères cyrilliques | Caractères cyrilliques | Caractères cyrilliques | Caractères cyrilliques | Caractères cyrilliques                        | Caractères latins | Caractères latins | Caractères latins     | Caractères latins     | Caractères latins                             |
| Style normal           | Style normal           | Unicode (hexadécimal)  | Unicode (hexadécimal)  | Nom                                           | Style normal      | Style normal      | Unicode (hexadécimal) | Unicode (hexadécimal) | Nom                                           |
| ---------------------- | ---------------------- | ---------------------- | ---------------------- | --------------------------------------------- | ----------------- | ----------------- | --------------------- | --------------------- | --------------------------------------------- |
| А                      | а                      | 0410                   | 0430                   | a                                             | A                 | a                 | 0041                  | 0061                  | a                                             |
| А́                      | а́                      | 0410, 0301             | 0430, 0301             | a accent aigu                                 | Á                 | á                 | 00C1                  | 00E1                  | a accent aigu                                 |
| Ӑ                      | ӑ                      | 04D0                   | 04D1                   | a brève                                       | Ă                 | ă                 | 0102                  | 0103                  | a brève                                       |
| А̊                      | а̊                      | 0410, 030A             | 0430, 030A             | a rond en chef                                | Å                 | å                 | 00C5                  | 00E5                  | a rond en chef                                |
| А̄                      | а̄                      | 0410, 0304             | 0430, 0304             | a macron                                      | Ā                 | ā                 | 0100                  | 0101                  | a macron                                      |
| Ӓ                      | ӓ                      | 04D2                   | 04D3                   | a tréma                                       | Ä                 | ä                 | 00C4                  | 00E4                  | a tréma                                       |
| А̄̈                      | а̄̈                      | 0410, 0308             | 0430, 0308             | a macron tréma                                | Ạ̈                 | ạ̈                 | 1EA0, 0308            | 1EA1, 0308            | a tréma point souscrit                        |
| Ӕ                      | ӕ                      | 04D4                   | 04D5                   | ye dans l’a                                   | Æ                 | æ                 | 00C6                  | 00E6                  | e dans l'a                                    |
| Ә                      | ә                      | 04D8                   | 04D9                   | schwa                                         | A̋                 | a̋                 | 0041, 030B            | 0061, 030B            | a double accent aigu                          |
| Ӛ                      | ӛ                      | 04DA                   | 04DB                   | schwa tréma                                   | À                 | à                 | 00C0                  | 00E0                  | a grave                                       |
| Б                      | б                      | 0411                   | 0431                   | bé                                            | B                 | b                 | 0042                  | 0062                  | b                                             |
| В                      | в                      | 0412                   | 0432                   | vé                                            | V                 | v                 | 0056                  | 0076                  | v                                             |
| Г                      | г                      | 0413                   | 0433                   | gué                                           | G                 | g                 | 0047                  | 0067                  | g                                             |
| Ґ                      | ґ                      | 0490                   | 0491                   | gué hampé                                     | G̀                 | g̀                 | 0047, 0300            | 0067, 0300            | g accent grave                                |
| Ғ                      | ғ                      | 0492                   | 0493                   | gué barré                                     | Ǥ                 | ǥ                 | 01E4                  | 01E5                  | g barré                                       |
| Ҕ                      | ҕ                      | 0494                   | 0495                   | gué crochet médian                            | Ğ                 | ğ                 | 011E                  | 011F                  | g brève                                       |
| Ӷ                      | ӷ                      | 04F6                   | 04F7                   | gué cramponné                                 | —                 | —                 | —                     | —                     | s/o                                           |
| Д                      | д                      | 0414                   | 0434                   | dé                                            | D                 | d                 | 0044                  | 0064                  | d                                             |
| Ђ                      | ђ                      | 0402                   | 0452                   | djé (serbe)                                   | Đ                 | đ                 | 0110                  | 0111                  | d barré                                       |
| Ѓ                      | ѓ                      | 0403                   | 0453                   | gjé (gué accent aigu)                         | Ǵ                 | ǵ                 | 01F4                  | 01F5                  | g accent aigu                                 |
| Ҙ                      | ҙ                      | 0498                   | 0499                   | zé cramponné                                  | Z̦                 | z̦                 | 005A, 0326            | 007A, 0326            | z virgule souscrite                           |
| Ҙ                      | ҙ                      | 0498                   | 0499                   | zé cramponné                                  | Z̧                 | z̧                 | 005A, 0327            | 007A, 0327            | z cédille                                     |
| Е                      | е                      | 0415                   | 0435                   | ié                                            | E                 | e                 | 0045                  | 0065                  | e                                             |
| Ё                      | ё                      | 0401                   | 0451                   | io                                            | Ë                 | ë                 | 00CB                  | 00EB                  | e tréma                                       |
| Ӗ                      | ӗ                      | 04D6                   | 04D7                   | ié brève                                      | Ĕ                 | ĕ                 | 0114                  | 0115                  | e brève                                       |
| Є                      | є                      | 0404                   | 0454                   | ié (ukrainien)                                | Ê                 | ê                 | 00CA                  | 00EA                  | e accent circonflexe                          |
| Ж                      | ж                      | 0416                   | 0436                   | jé                                            | Ž                 | ž                 | 017D                  | 017E                  | z caron                                       |
| Җ                      | җ                      | 0496                   | 0497                   | jé cramponné                                  | Ž̦                 | ž̦                 | 017D, 0326            | 017E, 0326            | z virgule souscrite caron                     |
| Җ                      | җ                      | 0496                   | 0497                   | jé cramponné                                  | Ž̧                 | ž̧                 | 017D, 0327            | 017E, 0327            | z cédille caron                               |
| Ӂ                      | ӂ                      | 04C1                   | 04C2                   | jé brève                                      | Z̆                 | z̆                 | 005A, 0306            | 007A, 0306            | z brève                                       |
| Ӝ                      | ӝ                      | 04DC                   | 04DD                   | jé tréma                                      | Z̄                 | z̄                 | 005A, 0304            | 007A, 0304            | z macron                                      |
| З                      | з                      | 0417                   | 0437                   | zé                                            | Z                 | z                 | 005A                  | 007A                  | z                                             |
| Ӟ                      | ӟ                      | 04DE                   | 04DF                   | zé tréma                                      | Z̈                 | z̈                 | 005A, 0308            | 007A, 0308            | z tréma                                       |
| Ѕ                      | ѕ                      | 0405                   | 0455                   | dzé                                           | Ẑ                 | ẑ                 | 1E90                  | 1E91                  | z accent circonflexe                          |
| Ӡ                      | ӡ                      | 04E0                   | 04E1                   | dzé (abkhaze)                                 | Ź                 | ź                 | 0179                  | 017A                  | z accent aigu                                 |
| И                      | и                      | 0418                   | 0438                   | i                                             | I                 | i                 | 0049                  | 0069                  | i                                             |
| И́                      | и́                      | 0418, 0301             | 0438, 0301             | i accent aigu                                 | Í                 | í                 | 00CD                  | 00ED                  | i accent aigu                                 |
| Ӣ                      | ӣ                      | 04E2                   | 04E3                   | i macron                                      | Ī                 | ī                 | 012A                  | 012B                  | i macron                                      |
| Й                      | й                      | 0419                   | 0439                   | i bref                                        | J                 | j                 | 004A                  | 006A                  | j                                             |
| Ӥ                      | ӥ                      | 04E4                   | 04E5                   | i tréma                                       | Î                 | î                 | 00CE                  | 00EE                  | i accent circonflexe                          |
| І                      | і                      | 0406                   | 0456                   | i (biélorusse, ukrainien)                     | Ì                 | ì                 | 00CC                  | 00EC                  | i accent grave                                |
| Ї                      | ї                      | 0407                   | 0457                   | yi (ukrainien)                                | Ï                 | ï                 | 00CF                  | 00EF                  | i tréma                                       |
| Ј                      | ј                      | 0408                   | 0458                   | yé                                            | J̌                 | ǰ                 | 004A, 030C            | 01F0                  | j caron                                       |
| К                      | к                      | 041A                   | 043A                   | ka                                            | K                 | k                 | 004B                  | 006B                  | k                                             |
| Ӄ                      | ӄ                      | 04C3                   | 04C4                   | ka crochet                                    | Ḳ                 | ḳ                 | 1E32                  | 1E33                  | ḳ                                             |
| Ҝ                      | ҝ                      | 049C                   | 049D                   | ka barre verticale                            | K̂                 | k̂                 | 004B, 0302            | 006B, 0302            | k accent circonflexe                          |
| Ҡ                      | ҡ                      | 04A0                   | 04A1                   | ka (bachkir)                                  | Ǩ                 | ǩ                 | 004B, 030C            | 006B, 030C            | k caron                                       |
| Ҟ                      | ҟ                      | 049E                   | 049F                   | ka barré                                      | K̄                 | k̄                 | 004B, 0304            | 006B, 0304            | k macron                                      |
| Қ                      | қ                      | 049A                   | 049B                   | ka cramponné                                  | K̦                 | k̦                 | 004B, 0326            | 006B, 0326            | k virgule souscrite                           |
| Қ                      | қ                      | 049A                   | 049B                   | ka cramponné                                  | Ķ                 | ķ                 | 0136                  | 0137                  | k cédille                                     |
| Қ                      | қ                      | 049A                   | 049B                   | ka cramponné (courbé à droite comme к̨)        | K̀                 | k̀                 | 004B, 0300            | 006B, 0300            | k accent grave                                |
| Л                      | л                      | 041B                   | 043B                   | elle                                          | L                 | l                 | 004C                  | 006C                  | l                                             |
| Љ                      | љ                      | 0409                   | 0459                   | lié                                           | L̂                 | l̂                 | 004C, 0302            | 006C, 0302            | l accent circonflexe                          |
| Ԡ                      | ԡ                      | 0520                   | 0521                   | el crochet médian                             | L̦                 | l̦                 | 004C, 0326            | 006C, 0326            | l virgule souscrite                           |
| Ԡ                      | ԡ                      | 0520                   | 0521                   | el crochet médian                             | Ļ                 | ļ                 | 004C, 0327            | 006C, 0327            | l cédille                                     |
| Ԯ                      | ԯ                      | 052E                   | 052F                   | el cramponné                                  | —                 | —                 | —                     | —                     | s/o                                           |
| М                      | м                      | 041C                   | 043C                   | emme                                          | M                 | m                 | 004D                  | 006D                  | m                                             |
| Н                      | н                      | 041D                   | 043D                   | enne                                          | N                 | n                 | 004E                  | 006E                  | n                                             |
| Ҥ                      | ҥ                      | 04A4                   | 04A5                   | eng                                           | Ṅ                 | ṅ                 | 1E44                  | 1E45                  | n point en chef                               |
| Ԣ                      | ԣ                      | 0522                   | 0523                   | enne croche médian                            | Ń                 | ń                 | 0143                  | 0144                  | n accent aigu                                 |
| Њ                      | њ                      | 040A                   | 045A                   | ñé                                            | N̂                 | n̂                 | 004E, 0302            | 006E, 0302            | n accent circonflexe                          |
| Ң                      | ң                      | 04A2                   | 04A3                   | enne cramponné                                | N̦                 | n̦                 | 004E, 0326            | 006E, 0326            | n virgule souscrite                           |
| Ң                      | ң                      | 04A2                   | 04A3                   | enne cramponné                                | Ņ                 | ņ                 | 004E, 0327            | 006E, 0327            | n cédille                                     |
| Ң                      | ң                      | 04A2                   | 04A3                   | enne cramponné (courbé à droite comme н̨)      | Ǹ                 | ǹ                 | 01F8                  | 01F9                  | n accent grave                                |
| Ң                      | ң                      | 04A2                   | 04A3                   | enne cramponné (bouclé)                       | N̆                 | n̆                 | 004E, 0306            | 006E, 0306            | n brève                                       |
| Н̄                      | н̄                      | 041D, 0304             | 043D, 0304             | enne                                          | N̄                 | n̄                 | 004E, 0304            | 006E, 0304            | n macron                                      |
| О                      | о                      | 041E                   | 043E                   | o                                             | O                 | o                 | 004F                  | 006F                  | o                                             |
| О́                      | о́                      | 041E, 0301             | 043E, 0301             | o accent aigu                                 | Ó                 | ó                 | 00D3                  | 00F3                  | o accent aigu                                 |
| О̄                      | о̄                      | 041E, 0304             | 043E, 0304             | o macron                                      | Ō                 | ō                 | 014C                  | 014D                  | o macron                                      |
| Ӧ                      | ӧ                      | 04E6                   | 04E7                   | o tréma                                       | Ö                 | ö                 | 00D6                  | 00F6                  | o tréma                                       |
| О̄̈                      | о̄̈                      | 041E, 0304, 0308       | 043E, 0304, 0308       | o macron tréma                                | Ọ̈                 | ọ̈                 | 1ECC, 0308            | 1ECD, 0308            | o tréma point souscrit                        |
| Ө                      | ө                      | 04E7                   | 04E8                   | o barré                                       | Ô                 | ô                 | 00D4                  | 00F4                  | o accent circonflexe                          |
| Ӫ                      | ӫ                      | 04E7, 0308             | 04E8, 0308             | o barré tréma                                 | Ő                 | ő                 | 0150                  | 0151                  | o double accent aigu                          |
| Ҩ                      | ҩ                      | 04A8                   | 04A9                   | o boucle                                      | Ò                 | ò                 | 00D2                  | 00F2                  | o accent grave                                |
| Œ                      | œ                      | —                      | —                      | ye dans l’o                                   | Œ                 | œ                 | 0152                  | 0153                  | e dans l’o                                    |
| П                      | п                      | 041F                   | 043F                   | pé                                            | P                 | p                 | 0050                  | 0070                  | p                                             |
| Ҧ                      | ҧ                      | 04A6                   | 04A7                   | pé crochet médian (abkhaze)                   | Ṕ                 | ṕ                 | 1E54                  | 1E55                  | p accent aigu                                 |
| Ԥ                      | ԥ                      | 0524                   | 0525                   | pé cramponné                                  | —                 | —                 | —                     | —                     | s/o                                           |
| Ҁ                      | ҁ                      | 0480                   | 0481                   | koppa                                         | Q                 | q                 | 0051                  | 0071                  | q                                             |
| Р                      | р                      | 0420                   | 0440                   | erre                                          | R                 | r                 | 0052                  | 0072                  | r                                             |
| С                      | с                      | 0421                   | 0441                   | esse                                          | S                 | s                 | 0053                  | 0073                  | s                                             |
| Ҫ                      | ҫ                      | 04AA                   | 04AB                   | esse cramponné                                | Ș                 | ș                 | 0218                  | 0219                  | s virgule souscrite                           |
| Ҫ                      | ҫ                      | 04AA                   | 04AB                   | esse cramponné                                | Ş                 | ş                 | 015E                  | 015F                  | s cédille                                     |
| С̀                      | с̀                      | 0421, 0300             | 0441, 0300             | esse accent grave                             | S̀                 | s̀                 | 0053, 0300            | 0073, 0300            | s accent grave                                |
| Т                      | т                      | 0422                   | 0442                   | té                                            | T                 | t                 | 0054                  | 0074                  | t                                             |
| Ҭ                      | ҭ                      | 04AC                   | 04AD                   | té cramponné                                  | Ț                 | ț                 | 021A                  | 021B                  | t virgule souscrite                           |
| Ҭ                      | ҭ                      | 04AC                   | 04AD                   | té cramponné                                  | Ţ                 | ţ                 | 0162                  | 0163                  | t cédille                                     |
| Ћ                      | ћ                      | 040B                   | 045B                   | tié (serbe)                                   | Ć                 | ć                 | 0106                  | 0107                  | c accent aigu                                 |
| Ќ                      | ќ                      | 040C                   | 045C                   | kié                                           | Ḱ                 | ḱ                 | 1E30                  | 1E31                  | k accent aigu                                 |
| У                      | у                      | 0423                   | 0443                   | ou                                            | U                 | u                 | 0055                  | 0075                  | u                                             |
| У́                      | у́                      | 0423, 0301             | 0443, 0301             | ou accent aigu                                | Ú                 | ú                 | 00DA                  | 00FA                  | u accent aigu                                 |
| Ӯ                      | ӯ                      | 04EE                   | 04EF                   | ou macron                                     | Ū                 | ū                 | 016A                  | 016B                  | u macron                                      |
| Ӯ̈                      | ӯ̈                      | 04EE, 0308             | 04EF, 0308             | ou macron tréma                               | Ụ̈                 | ụ̈                 | 1EE4, 0308            | 1EE5, 0308            | u tréma point souscrit                        |
| Ў                      | ў                      | 040E                   | 045E                   | ou bref (biélorusse)                          | Ŭ                 | ŭ                 | 016C                  | 016D                  | u brève                                       |
| Ӱ                      | ӱ                      | 04F0                   | 04F1                   | ou tréma                                      | Ü                 | ü                 | 00DC                  | 00FC                  | u tréma                                       |
| Ӱ̄                      | ӱ̄                      | 04F0, 0304             | 04F1, 0304             | ou tréma macron                               | Ụ̄                 | ụ̄                 | 1EE4, 0304            | 1EE5, 0304            | u macron point souscrit                       |
| Ӳ                      | ӳ                      | 04F2                   | 04F3                   | ou double accent aigu                         | Ű                 | ű                 | 0170                  | 0171                  | u double accent aigu                          |
| Ү                      | ү                      | 04AE                   | 04AF                   | ou droit                                      | Ù                 | ù                 | 00D9                  | 00F9                  | u accent grave                                |
| Ұ                      | ұ                      | 04B0                   | 04B1                   | ou droit barré                                | U̇                 | u̇                 | 0055, 0307            | 0075, 0307            | u point en chef                               |
| Ԝ                      | ԝ                      | 051C                   | 051D                   | w                                             | W                 | w                 | 0057                  | 0077                  | w                                             |
| Ф                      | ф                      | 0424                   | 0444                   | effe                                          | F                 | f                 | 0046                  | 0066                  | f                                             |
| Х                      | х                      | 0425                   | 0445                   | ha                                            | H                 | h                 | 0048                  | 0068                  | h                                             |
| Ҳ                      | ҳ                      | 04B2                   | 04B3                   | ha ogonek                                     | H̦                 | h̦                 | 0048, 0326            | 0068, 0326            | h virgule souscrite                           |
| Ҳ                      | ҳ                      | 04B2                   | 04B3                   | ha ogonek                                     | Ḩ                 | ḩ                 | 1E28                  | 1E29                  | h cédille                                     |
| Һ                      | һ                      | 04BA                   | 04BB                   | hé                                            | Ḥ                 | ḥ                 | 1E24                  | 1E25                  | h point souscrit                              |
| Ц                      | ц                      | 0426                   | 0446                   | tsé                                           | C                 | c                 | 0043                  | 0063                  | c                                             |
| Ҵ                      | ҵ                      | 04B4                   | 04B5                   | té tsé (abkhaze)                              | C̄                 | c̄                 | 0043, 0304            | 0063, 0304            | c macron                                      |
| Ч                      | ч                      | 0427                   | 0447                   | tché                                          | Č                 | č                 | 010C                  | 010D                  | c caron                                       |
| Ч̀                      | ч̀                      | 0427, 0300             | 0447, 0300             | tché accent grave                             | C̀                 | c̀                 | 0043, 0300            | 0063, 0300            | c accent grave                                |
| Ӵ                      | ӵ                      | 04F4                   | 04F5                   | tché tréma                                    | C̈                 | c̈                 | 0043, 0308            | 0063, 0308            | c tréma                                       |
| Ҷ                      | ҷ                      | 04B6                   | 04B7                   | tché cramponné                                | C̦                 | c̦                 | 0043, 0306            | 0063, 0326            | c virgule souscrite                           |
| Ҷ                      | ҷ                      | 04B6                   | 04B7                   | tché cramponné                                | Ç                 | ç                 | 00C7                  | 00E7                  | c cédille                                     |
| Ӌ                      | ӌ                      | 04CB                   | 04CC                   | tché (khakasse)                               | C̣                 | c̣                 | 0043, 0323            | 0063, 0323            | c point souscrit                              |
| Ҹ                      | ҹ                      | 04B8                   | 04B9                   | tché barre verticale                          | Ĉ                 | ĉ                 | 0108                  | 0109                  | c accent circonflexe                          |
| Ҽ                      | ҽ                      | 04BC                   | 04BD                   | tché (abkhaze)                                | C̆                 | c̆                 | 0043, 0306            | 0063, 0306            | c brève                                       |
| Ҿ                      | ҿ                      | 04BE                   | 04BF                   | tché ogonek (abkhaze)                         | C̨̆                 | c̨̆                 | 00C7, 030C            | 00E7, 030C            | c ogonek brève                                |
| Џ                      | џ                      | 040F                   | 045F                   | dzhé                                          | D̂                 | d̂                 | 0044, 0302            | 0064, 0302            | d accent circonflexe                          |
| Ш                      | ш                      | 0428                   | 0448                   | sha                                           | Š                 | š                 | 0160                  | 0161                  | s caron                                       |
| Щ                      | щ                      | 0429                   | 0449                   | scha                                          | Ŝ                 | ŝ                 | 015C                  | 015D                  | s accent circonflexe                          |
| Ъ                      | ъ                      | 042A                   | 044A                   | signe dur                                     | ʺ                 | ʺ                 | 02BA                  | 02BA                  | lettre modificative seconde                   |
| Ы                      | ы                      | 042B                   | 044B                   | yérou                                         | Y                 | y                 | 0059                  | 0079                  | y                                             |
| Ӹ                      | ӹ                      | 04F8                   | 04F9                   | yérou tréma                                   | Ÿ                 | ÿ                 | 0178                  | 00FF                  | y tréma                                       |
| Ь                      | ь                      | 042C                   | 044C                   | signe mou                                     | ʹ                 | ʹ                 | 02B9                  | 02B9                  | lettre modificative prime                     |
| ʼ                      | ʼ                      | 02BC                   | 02BC                   | lettre modificative apostrophe                | ʼ                 | ʼ                 | 02BC                  | 02BC                  | lettre modificative apostrophe                |
| ’                      | ’                      | 2019                   | 2019                   | apostrophe (guillemet anglais simple fermant) | ’                 | ’                 | 2019                  | 2019                  | apostrophe (guillemet anglais simple fermant) |
| Ѣ                      | ѣ                      | 0462                   | 0463                   | iat’                                          | Ě                 | ě                 | 011A                  | 011B                  | e caron                                       |
| Э                      | э                      | 042D                   | 044D                   | é                                             | È                 | è                 | 00C8                  | 00E8                  | e accent grave                                |
| Ю                      | ю                      | 042E                   | 044E                   | iou                                           | Û                 | û                 | 00DB                  | 00FB                  | u accent circonflexe                          |
| Ю̄                      | ю̄                      | 042E, 0304             | 044E, 0304             | iou macron                                    | Ů                 | ů                 | 016E                  | 016F                  | u rond en chef                                |
| Ю̄                      | ю̄                      | 042E, 0304             | 044E, 0304             | iou macron                                    | Ū̂                 | ū̂                 | 016A, 0302            | 016B, 0302            | u macron accent circonflexe                   |
| Я                      | я                      | 042F                   | 044F                   | ia                                            | Â                 | â                 | 00C2                  | 00E2                  | a accent circonflexe                          |
| Ѫ                      | ѫ                      | 046A                   | 046B                   | grand iousse                                  | Ǎ                 | ǎ                 | 01CD                  | 01CE                  | a caron                                       |
| Ѳ                      | ѳ                      | 0472                   | 0473                   | fita                                          | F̀                 | f̀                 | 0046, 0300            | 0066, 0300            | f accent grave                                |
| Ѵ                      | ѵ                      | 0474                   | 0475                   | ijitsa                                        | Ỳ                 | ỳ                 | 1EF2                  | 1EF3                  | y accent grave                                |
| Ҩ                      | ҩ                      | 04A8                   | 04A9                   | ha (abkhaze)                                  | Ò                 | ò                 | 00D2                  | 00F2                  | o accent grave                                |
| Ӏ                      | ӏ                      | 04C0                   | 04CF                   | palotchka                                     | ‡                 | ‡                 | 2021                  | 2021                  | obèle                                         |

### Exemple
Voici un exemple de translittération utilisant ce système. Le texte est un extrait de l’hymne national de la Russie :
| Cyrillique (style normal)          | Translittération latine            | Cyrillique (style italique)        |
| ---------------------------------- | ---------------------------------- | ---------------------------------- |
| Славься Отечество наше свободное   | Slavʹsâ Otečestvo naše svobodnoe   | Славься Отечество наше свободное   |
| Братских народов союз вековой      | Bratskih narodov soûz vekovoj      | Братских народов союз вековой      |
| Предками данная мудрость народная! | Predkami dannaâ mudrostʹ narodnaâ! | Предками данная мудрость народная! |
| Славься страна! Мы гордимся тобой! | Slavʹsâ strana! My gordimsâ toboj! | Славься страна! Мы гордимся тобой! |

## ISO/R 9: 1968
C'est une version antérieure du système, plus proche de l'ISS, proposant pour chaque langue slave différentes translittérations qui reflètent leurs différences phonétiques.
Dans le tableau ci-dessous, VS signifie vieux-slavon (Старославянский язык). La même translittération est utilisée pour le vieux-slave de l'est (Древнерусский язык). SE signifie slavon d'église (Церковнославянский язык).
La dernière colonne montre le système ISO 9 : 1995 pour comparaison.
| Cyrillique | VS | SE | Bulgare | Russe | Biélorusse | Ruthène | Ukrainien | Serbe | Macédonien | 1995 |
| ---------- | -- | -- | ------- | ----- | ---------- | ------- | --------- | ----- | ---------- | ---- |
| А а        | a  | a  | a       | a     | a          | a       | a         | a     | a          | a    |
| Б б        | b  | b  | b       | b     | b          | b       | b         | b     | b          | b    |
| В в        | v  | v  | v       | v     | v          | v       | v         | v     | v          | v    |
| Г г        | g  | g  | g       | g     | h          | h       | h         | g     | g          | g    |
| Ґ ґ        |    |    |         |       |            | g       | g         |       |            | g̀    |
| Д д        | d  | d  | d       | d     | d          | d       | d         | d     | d          | d    |
| Ѓ ѓ        |    |    |         |       |            |         |           |       | ǵ          | ǵ    |
| Ђ ђ        |    |    |         |       |            |         |           | đ     |            | đ    |
| Е е        |    |    | e       | e     | e          | e       | e         | e     | e          | e    |
| Ё ё        |    |    |         | ë     | ë          |         |           |       |            | ë    |
| Є є        | e  | e  |         |       |            | je      | je        |       |            | ê    |
| Ж ж        | ž  | ž  | ž       | ž     | ž          | ž       | ž         | ž     | ž          | ž    |
| З з        | z  | z  | z       | z     | z          | z       | z         | z     | z          | z    |
| Ѕ ѕ        | dz | dz |         |       |            |         |           |       | dz         | ẑ    |
| И и        | i  | i  | i       | i     |            | i       | y         | i     | i          | i    |
| I і        | i  | i  |         | i*    | i          | i       | i         |       |            | ì    |
| Ї ї        | i  | i  |         |       |            | ï       | ï         |       |            | ï    |
| Й й        |    |    | j       | j     | j          | j       | j         |       |            | j    |
| Ј ј        |    |    |         |       |            |         |           | j     | j          | ǰ    |
| К к        | k  | k  | k       | k     | k          | k       | k         | k     | k          | k    |
| Л л        | l  | l  | l       | l     | l          | l       | l         | l     | l          | l    |
| Љ љ        |    |    |         |       |            |         |           | lj    | lj         | l̂    |
| М м        | m  | m  | m       | m     | m          | m       | m         | m     | m          | m    |
| Н н        | n  | n  | n       | n     | n          | n       | n         | n     | n          | n    |
| Њ њ        |    |    |         |       |            |         |           | nj    | nj         | n̂    |
| О о        | o  | o  | o       | o     | o          | o       | o         | o     | o          | o    |
| П п        | p  | p  | p       | p     | p          | p       | p         | p     | p          | p    |
| Р р        | r  | r  | r       | r     | r          | r       | r         | r     | r          | r    |
| С с        | s  | s  | s       | s     | s          | s       | s         | s     | s          | s    |
| Т т        | t  | t  | t       | t     | t          | t       | t         | t     | t          | t    |
| Ќ ќ        |    |    |         |       |            |         |           |       | ḱ          | ḱ    |
| Ћ ћ        |    |    |         |       |            |         |           | ć     |            | ć    |
| У у        |    |    | u       | u     | u          | u       | u         | u     | u          | u    |
| Ѹ ѹ        | u  | u  |         |       |            |         |           |       |            |      |
| Ў ў        |    |    |         |       | ŭ          |         |           |       |            | ŭ    |
| Ф ф        | f  | f  | f       | f     | f          | f       | f         | f     | f          | f    |
| Х х        | ch | ch | ch      | ch    | ch         | ch      | ch        | h     | h          | h    |
| Ц ц        | c  | c  | c       | c     | c          | c       | c         | c     | c          | c    |
| Ч ч        | č  | č  | č       | č     | č          | č       | č         | č     | č          | č    |
| Џ џ        |    |    |         |       |            |         |           | dž    | dž         | d̂    |
| Ш ш        | š  | š  | š       | š     | š          | š       | š         | š     | š          | š    |
| Щ щ        | šč | št | št      | šč    |            | šč      | šč        |       |            | ŝ    |
| Ъ ъ        | ʺ  | ʺ  | ă       | ʺ     | ʺ *        |         | ʺ *       |       |            | ʺ    |
| Ы ы        | y  | y  |         | y     | y          | y, ŷ    |           |       |            | y    |
| Ь ь        | ʹ  | ʹ  | ʹ       | ʹ     | ʹ          | ʹ       | ʹ         |       |            | ʹ    |
| Ѣ ѣ        | ě  | ě  | ě*      | ě*    | ě*         | ě*      | ě*        |       |            | ě    |
| Э э        |    |    |         | e̊     | e̊          |         |           |       |            | è    |
| Ю ю        | ju | ju | ju      | ju    | ju         | ju      | ju        |       |            | û    |
| Я я        | ja | ja | ja      | ja    | ja         | ja      | ja        |       |            | â    |
| ’          |    |    |         | ″*    | ″          |         | ″         |       |            | ’    |
| Ѡ ѡ        | o  | o  |         |       |            |         |           |       |            |      |
| Ѧ ѧ        | ę  | ja |         |       |            |         |           |       |            |      |
| Ѩ ѩ        | ję | ja |         |       |            |         |           |       |            |      |
| Ѫ ѫ        | ǫ  | u  | ă*      |       |            |         |           |       |            | ǎ    |
| Ѭ ѭ        | jǫ | ju |         |       |            |         |           |       |            |      |
| Ѯ ѯ        | ks | ks |         |       |            |         |           |       |            |      |
| Ѱ ѱ        | ps | ps |         |       |            |         |           |       |            |      |
| Ѳ ѳ        | ḟ  | ḟ  |         | ḟ*    |            |         |           |       |            | f̀    |
| Ѵ ѵ        | ẏ  | ẏ  |         | ẏ*    |            |         |           |       |            | ỳ    |
| Ѥ ѥ        | je | je |         |       |            |         |           |       |            |      |

* Lettres archaïques
- Bulgare: ъ et ѫ ne sont pas translittérés s'ils sont en position finale.
- Russe et biélorusse: ъ n'est pas translittéré s'il est en position finale.
- Ruthène: ы = y pour le ruthène de Pannonie (Novi Sad, Vojvodine, Serbie), ы=ŷ pour le ruthène [lemko] (Pologne, Ukraine, et Prešov, Slovaquie).

## Adoptions officielles
Le système ISO 9 a été formellement adopté comme standard d'échange entre États par les pays suivants (la désignation dans ces pays est donnée entre parenthèses) :
- Russie (GOST 7.79 - 2001 - Système « A ») (Le standard russe GOST 7.79 - 2001 - Système « B » s'éloigne sensiblement du standard ISO 9 en adoptant les phonèmes à deux lettres au lieu des signes diacritiques[5].)
- Arménie (GOST 7.79)
- Azerbaïdjan (GOST 7.79)
- Biélorussie (ГОСТ 7.79–2000 (ИСО 9-95), adopté le 1er mars 2003)[6]
- Kazakhstan (GOST 7.79)
- Kirghizistan (GOST 7.79)
- Tadjikistan (GOST 7.79)
- Turkménistan (GOST 7.79)
- Ouzbékistan (GOST 7.79)

- En Serbie, la translittération n'est pas utilisée, car il y est utilisé couramment deux alphabets : le latin et le cyrillique (voir alphabet cyrillique serbe).

La  Mongolie, qui utilise également le cyrillique comme écriture officielle, a créé au contraire sa propre norme de romanisation, nommée MNS 5217:2003 dans sa première version, révisée en MNS 5217:2012.